# Poro (mitologia)
Poro (em grego clássico: Πόρος; romaniz.: Póros; em latim: Porus), na mitologia grega, é um espírito personificado de expediência e artifício. Era marido de Pênia e o oposto de Aporia (desamparo).